# Torre celular
Uma torre de celular ou estação base celular é um local de dispositivo móvel habilitado para celular onde antenas e equipamentos de comunicações eletrônicas são colocados - normalmente em um mastro de rádio, torre ou outra estrutura elevada - para criar uma célula (ou células adjacentes) em uma rede celular. A estrutura elevada geralmente suporta antena e um ou mais conjuntos de transceptores transmissores/receptores, processadores de sinais digitais, eletrônicos de controle, um receptor GPS para temporização (para sistemas CDMA2000/IS-95 ou GSM), fontes de energia elétrica primária e de backup e abrigo.
Nas redes de Sistema Global de Comunicações Móveis (GSM), o termo correto é Estação Base Transceptora (Base Transceiver Station - BTS), e sinônimos coloquiais são "mastro do telefone móvel" ou "estação base". Vários provedores de celular economizam dinheiro montando suas antenas em um mastro compartilhado comum. Uma vez que sistemas separados usam frequências diferentes, as antenas podem ser localizadas próximas umas das outras sem interferir umas nas outras. Algumas empresas fornecedoras operam várias redes celulares e usam similarmente estações-base colocadas para duas ou mais redes celulares (CDMA2000 ou GSM, por exemplo).
Algumas cidades exigem que as torres celulares sejam discretas. Elas podem ser misturadas com a área circundante ou montadas em prédios [3] ou torres publicitárias. Escadas de árvores preservadas geralmente podem ocultar torres celulares dentro de uma árvore artificial ou preservada. Essas instalações são geralmente denominadas locais de células ocultas.